# Диллон, Джеймс (композитор)
Джеймс Диллон (англ. James Dillon, 29 октября 1950, Глазго) — британский (шотландский) композитор и педагог.

## Биография и творчество
Изучал в университетах Глазго и Лондона различные дисциплины от математики до лингвистики, но в композиции — самоучка. Занимался на семинарах по компьютерной музыке в IRCAM (1984—1985).
Принадлежит к школе новой сложности. Автор вокальной, хоральной и камерной музыки, ему принадлежат сольные сочинения для различных инструментов (кларнет, флейта, гитара, альт, аккордеон и др.). Его струнные квартеты исполняли Квартет Ардитти, квартет Диотима, его скрипичный концерт - Томас Цетмайр.

## Избранные произведения
- Crossing Over для кларнета (1978)
- Parjanya-Vata для виолончели (1981)
- Evening Rain для голоса (1981)
- Струнный квартет (1983)
- Windows and Canopies для оркестра (1985)
- Überschreiten для оркестра (1985)
- Birl для клавесина (1986)
- helle Nacht для оркестра (1987)
- Blitzschlag, концерт для флейты и оркестра (1988—1996, премьера — Пьер Ив Арто)
- Струнное стрио (1990—1991)
- Струнный квартет № 2 (1991)
- ignis noster для оркестра (1992)
- L'évolution du vol для женского голоса, кларнета, контрабаса, фортепиано и двух ударников (1993)
- black/nebulae для 2 фортепиано (1995)
- Traumwerk, 1-3 для двух скрипок, скрипки и клавесина скрипки и фортепиано (1995-2002)
- Book of Elements для фортепиано, 1-5 (1997—2002).
- Струнный квартет № 3 (1998)
- Hyades для 12 голосов (1998)
- Via Sacra для оркестра (2000)
- Концерт для скрипки и оркестра (2000, посвящён Томасу Цетмайру)
- La navette для оркестра (2001)
- Струнный квартет № 4 (2004)
- Philomela, опера (2004)
- Andromeda, концерт для фортепиано и оркестра (2006, посвящён Норико Каваи)
- Струнный квартет № 5 (2008)

## Педагогическая деятельность
Преподавал в Дармштадте (1982—1992), в Миннеаполисе (с 2007). Был приглашенным преподавателем в Австралии,Бельгии, Германии, Италии, Нидерландах, Норвегии, Финляндии, Франции, Швейцарии и др.

## Признание
Призёр музыкальных фестивалей в Хаддерсфилде (1978) и Дармштадте (1982). Классический музыкант года по версии Sunday Times (1989). Лауреат других отечественных и международных премий. Почетный доктор университета в Хаддерсфилде (2003).